# NGC 306
NGC 306 ist ein offener Sternhaufen im Sternbild Tukan in der kleinen Magellanschen Wolke.
Der offene Sternhaufen NGC 306 wurde am 4. Oktober 1836 von dem britischen Astronomen John Frederick William Herschel entdeckt.